# Attinicità
L'attinicità è una proprietà delle onde elettromagnetiche (in particolare della luce) capaci di generare un cambiamento chimico-fisico su un materiale fotosensibile.  
In alcuni casi il fenomeno è voluto a livello analitico, ad esempio nello studio del contenuto in clorofilla con metodi di fluorescenza. 
Laddove si impiegano materiali fotosensibili ad evitare fenomeni di trasformazioni chimico-fisiche non volute si impiegano luci ambiente dette inattiniche, ossia incapaci di trasformare il materiale. Ad esempio in un laboratorio fotografico dove si impiegano pellicole ortocromatiche (insensibili al rosso) la luce inattinica impiegata è quella di lampade a luce rossa.